# Stanislav Hlučka
gen. Stanislav Hlučka (19. října 1919, Blažovice – 15. října 2008, Praha) byl český generálmajor v. v., čs. stíhací pilot a politický vězeň. Od roku 1992 byl předsedou Sdružení zahraničních letců.

## Mládí
Stanislav Hlučka se narodil jako druhorozený syn železničáře Klementa Hlučky a Anny Hlučkové (roz. Číslové). Jeho bratr i matka však během Stanislavova dětství zemřeli.
V roce 1937 využil akce armády, kdy se na výzvu „Tisíc pilotů republice“ přihlásil do Masarykovy letecké ligy. Úspěšně prošel výběrem a začal navštěvovat výcvikový letecký kurz na letišti v Brně-Slatině. Avšak jeho dobrovolný výcvik přerušila okupace českých zemí nacistickým Německem.
Krátce po okupaci, v roce 1939, nastoupil do 1. ročníku průmyslové školy strojnické v Brně. Studium však ukončil tři měsíce před maturitou, kdy se rozhodl společně se svým strýcem Josefem Putnou utéct do Francie, kde vstoupili do čs. zahraniční armády. Hlavním důvodem byla jejich účast v domácím protifašistickém odboji. Josef Putna totiž pracoval v brněnské Zbrojovce, kde se zformovala odbojová skupina. Tito dělníci (včetně Putny) ilegálně vynášeli zbraně a jejich součástky z továrny a mladý Hlučka svému strýci rád pomáhal – sice není znám přesný rozsah jeho činnosti, každopádně působil jako spojka a existují výpovědi pamětníků, které dokazují, že Hlučka tyto zbraně sám ukrýval v okolí Blažovic. Touto činností oba vyvolali velký zájem ze strany gestapa, které u nich provedlo i několik domovních prohlídek – to již poté, co oba z Blažovic utekli – na začátku roku 1940.

## Francie
Po vyzrazení odbojové skupiny a hrozby zatčení S. Hlučka a J. Putna utekli přes Slovensko, Maďarsko a Balkán na Blízký východ – přesněji do libanonského Bejrútu. Odtud se dostali lodním transportem do francouzského přístavu Marseille. V květnu 1940 zde byli oficiálně odvedeni do čs. zahraniční armády a následně v Agde prezentováni u Náhradního tělesa čs. vojska, kde nastoupili činnou voj. službu. Hlučka byl zařazen k letecké skupině a přeložen na letiště Bordeaux-Mérignac. Avšak brzy došlo k pádu Francie a jeho výcvik byl u konce. Aniž by se zapojil do bojů o Francii, začala rychlá evakuace do Velké Británie. Z Bordeaux vyplul v červnu 1940 na evakuační lodi Karanan, která ho dopravila do anglického přístavu Falmouth.

## Velká Británie
Z přístavu byl odvezen do shromažďovacího tábora Cholmondeley. Posléze byl v Cosfordu přijat do svazku RAF VR. Odtud byl poslán nejdříve k formující se 310. čs. stíhací peruti RAF, avšak brzy byl odvelen do Gloucesteru k výcviku pozemního specialisty.
V červenci 1940 byl přemístěn k 311. čs. bombardovací peruti, kde do poloviny roku 1941 působil jako příslušník pozemního personálu ve funkci mechanika.
Na základě další žádosti byl konečně odeslán do pilotního a stíhacího výcviku, který trval téměř dva roky. V hodnosti Sergeanta byl v květnu 1943 přidělen jako stíhací pilot na základnu 313. čs. stíhací perutě (k A-letce). V rámci perutě se podílel zvláště na doprovodech spojeneckých bombardovacích svazů nad okupovanou Francii. Při jednom z těchto letů byl lehce zraněn na krku a tváři, když protiletadlová střepina prorazila kabinu jeho Spitfiru. Nad Francií dosáhl také jediného sestřelu v rámci RAF (nepřátelský letoun Fw 190A mu byl nakonec přiznán jako pravděpodobně sestřelený; jednalo se o operaci Ramrod 250 v září 1943).
„Malej“ (jak byl Hlučka pro svoji poměrně malou tělesnou výšku přezdíván) se přihlásil do náboru československých pilotů pro novou budoucí stíhací jednotku, která se měla zformovat v Sovětském svazu. Nakonec patřil mezi šťastné dvě desítky dobrovolníků, se kterými byl v lednu 1944 uvolněn ze svazku RAF. Pod velením škpt. Františka Fajtla se pak celá skupina přepravila po moři, po souši a nakonec letecky do Moskvy, kde započala slavnější kapitola Hučkova působení v zahraničním odboji.

## SSSR a Slovenské národní povstání
Skupina pilotů se na základně Ivanovo a Kubinka zapojila do intenzivního výcviku a přeškolování na sovětskou techniku – konkrétně letouny Lavočkin La-5FN. Hlučkovi byl přiřazen La-5FN trupového čísla 24, se kterým létal během povstání na Slovensku.
S. Hlučka patří také k „otcům – zakladatelům“ čs. letectva na východní frontě – ze skupiny stíhačů byla nejdříve utvořena 128. československá samostatná stíhací letecká peruť, která byla posléze přeorganizována na 1. československý samostatný stíhací letecký pluk v SSSR, jemuž i nadále velel škpt. František Fajtl.
Po vypuknutí Slovenského národní povstání byl pluk převelen na polní letiště Zolná, v blízkosti slovenského letiště Tri Duby (kde pluk v průběhu povstání díky nevyhovující ploše u obce Zolná také nakonec působil). S. Hlučka tak v rámci 1. perutě pluku bojoval šest týdnů v týlu nepřítele a patřil spolu s Leopoldem Šromem, kterému často dělal dvojku, mezi nejúspěšnější piloty povstání.
Ppor. Hlučka se hned první den po příletu na Slovensko (18, září 1944) podílel na přepadení letiště v Piešťanech. Během náletu si připsal jeden Junkers Ju 87 zničený na zemi a dva Messerschmitty Bf 109 poškozené na zemi.
Během povstání dosáhl na tři další vzdušná vítězství. Ve spolupráci s L. Šromem sestřelil jeden Fw 189A, sám poškodil jeden Bf 109G a sestřelil jeden Fw 190F.
Hlučkův letoun dostal během povstání pouze jeden závažnější zásah, když 18. října 1944 s ppor. Štičkou bránil napadené letiště Tri Duby proti německé přesile. A co víc – podařilo se mu sestřelit již zmíněný Fw 190F. Se svým poškozeným La-5FN č. 24 nakonec přistál na Zolné.
Situace na frontě se však stala kritickou a pluku nezbývalo nic jiného, než z povstaleckého Slovenska ustoupit za sovětské linie. Vzdušný sled, ke kterému patřil i Hlučka, však během letu zastihlo velmi nepříznivé počasí a po vyčerpání paliva se svou „čtyřiadvacítkou“ dosedl poblíž rumunské vesnice Săcădat, asi 15 kilometrů východně od Oradea Mare. Odtud se nakonec přepravil pozemní cestou do Przewórska ke zbytku pluku.
Zbytek války Hlučka působil u 2. čs. stíhacího leteckého pluku v SSSR jako zástupce velitele 3. letky. Avšak na rozdíl od zbytku 1. čs. smíšené letecké divize v SSSR pluk nedosáhl operačního statusu (byl zaměřen na výcvik nových pilotů) a Hlučka tak bojů o Moravskou bránu již nezasáhl.

## Poválečné období
Stanislav Hlučka po válce působil jako zkušební pilot u Vědeckého leteckého ústavu v Praze. Avšak ani jemu se nevyhnuly poúnorové represe. V roce 1948 byl ve svém bytě zatčen a na začátku roku 1949 v rámci skupiny Jan Prokop a spol. odsouzen na jeden rok žaláře. Důvodem mělo být neohlášení údajného plánovaného odletu J. Prokopa a spol. do zahraničí. Svůj trest si odpykal v plzeňské věznici na Borech. Součástí trestu byla i degradace na vojína v záloze.
Po propuštění z vězení se do armády vrátit nemohl a musel se živit manuální prací. V roce 1968 byl plně rehabilitován a v letech 1969–1976 působil opět v armádě, odkud odešel v hodnosti podplukovníka.
Po Sametové revoluci se významně podílel na rehabilitaci válečných veteránů postižených komunistickým režimem. Již koncem roku 1989 byl zvolen také do předsednictva Sdružení zahraničních letců. Po odchodu jeho předsedy Františka Fajtla v roce 1992 z této funkce byl na jeho místo zvolen právě Stanislav Hlučka. Za významný podíl na boji za národní osvobození a za svou činnost předsedy SZL byl 8. května 1995 povýšen na generálmajora ve výslužbě.
Byl účastníkem mnoha besed pro veřejnost, žáky i studenty a také pravidelným přednášejícím na každoročních setkáních studentů a pracovníků ČVUT s letci RAF organizovaných po listopadu 1989 Masarykovou akademií práce, strojní společností na ČVUT v Praze a Evropským hnutím v ČR ve velké posluchárně 256 v Praze - Dejvicích. Sdružení zahraničních letců také zastupoval ve výkonném výboru a předsednictvu Evropského hnutí v České republice.
Stanislav Hlučka zemřel v Ústřední vojenské nemocnici v Praze v noci ze 14. na 15. října 2008.

## Vyznamenání
Seznam obdržených vyznamenání:
- Řád Tomáše Garrigua Masaryka, I. třídy (2005)
- Řád Milana Rastislava Štefánika, III. třídy (1991)
- Kříž obrany státu ministra obrany České republiky, (in memoriam 24. října 2008)
- 4× Československý válečný kříž 1939
- 2× Československá medaile Za chrabrost před nepřítelem
- Československá medaile za zásluhy I. stupně
- Pamětní medaile československé armády v zahraničí
- Řád Slovenského národního povstání, I. třídy
- britská The 1939–1945 Star[2]
- Air Crew Europe Star[3]
- Defence Medal[4]
- War Medal 1939–1945[5]
- Čestný pamětní odznak k 60. výročí ukončení 2. světové války[6]
- Medaile za vítězství nad Německem ve Velké vlastenecké válce 1941–1945, SSSR
- Vyznamenání Za zásluhy o obranu vlasti
- Řád čestné legie[7]
- a další...